# Paul Banéat
Paul Banéat, né le 5 octobre 1856 et mort le 22 mai 1942 à Rennes, est un historien français, spécialiste de la Bretagne.

## Biographie
Son père Jules Banéat est juge au tribunal civil de Rennes, passionné par l'histoire de Bretagne ; sa mère, Marie Papin de La Clergerie, est la fille du maire d'Ancenis. Paul Jacques Trémeur Banéat fait ses études au lycée Saint-Vincent de Rennes. Il épouse le 25 avril 1882, à Angers, Marie de Place, fille du général Gustave de Place.
Docteur en droit, il exerce comme avocat à la cour d'appel de Rennes de 1877 à 1892.
Il est membre de la Société archéologique et historique d'Ille-et-Vilaine, qu'il préside de 1906 à 1908. 
Il publie plusieurs ouvrages sur l'Histoire de la Bretagne, exploitant notamment les actes notariés et les archives départementales d'Ille-et-Vilaine et les archives municipales de Rennes.
Directeur du musée archéologique de Rennes de 1906 à sa mort en 1942, il dresse et publie des inventaires dans le bulletin de la Société archéologique et historique d'Ille-et-Vilaine.
Il préside le comité rennais de la Société française de secours aux blessés militaires à partir de 1909. Ses deux fils sont tués dès les premiers mois de la Première Guerre mondiale : Trémeux (né le 11 février 1886) meurt le 24 août 1914 « en reconnaissance » ; Jacques (né le 10 janvier 1888), est tué dès le 4 septembre 1914 « à l’ennemi ». Son dévouement et son activité à la tête du comité, notamment pendant la guerre, seront récompensés par la Légion d'honneur.
Il est conseiller municipal de Rennes de 1900 à 1908, et membre durant la même période du bureau de bienfaisance de la ville.

## Hommages
En Bretagne, au moins six rues portent son nom.
- Rennes : délibération du 29 juillet 1949 et du 7 octobre 2002[9]

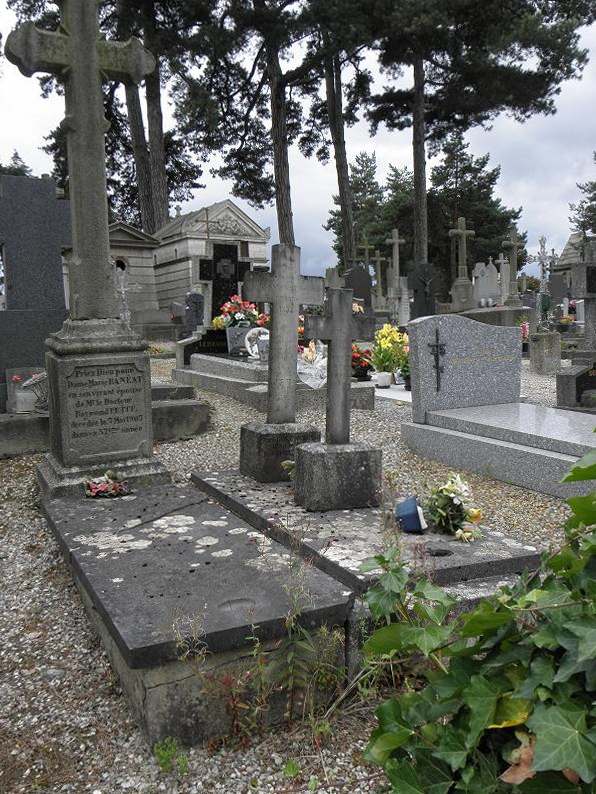
Sépulture au cimetière du Nord (Rennes).

## Publications
- Paul Banéat, Le Vieux Rennes, Rennes, J. Plihon et L. Hommay, Libraires-éditeurs, 1911

- Prix Montyon 1932 de l'Académie française
- Paul Banéat, Le département d'Ille-&-Vilaine. Histoire, archéologie, monuments, Rennes, J. Larcher, 1927, 4 vol. Accès en ligne : Tome 2 (Feins à Ossé) et Tome 3 (Pacé à Saint-Malo) : Bibliothèque Numérique Bretonne et Européenne
- Paul Banéat, Le Mobilier breton, Paris, Ch. Massin et Cie, 1925 Accès en ligne : Bibliothèque Numérique Bretonne et Européenne
- Paul Banéat,  Le vieux Rennes : première partie, Rennes, Plihon et Hommay, 1904, consultable sur la bibliothèque numérique de l'Université Rennes 2
- Paul Banéat,  Le vieux Rennes : deuxième partie, Rennes, Plihon et Hommay, 1909, consultable sur la bibliothèque numérique de l'Université Rennes 2

## Distinctions
- Chevalier de la Légion d'honneur (23 février 1921)[3]
- Officier d'académie